# Multiplices inter
Multiplices inter je alokucija (govor) koji je papa Pio IX. održao 25. rujna 1865. godine. U njemu je bez zadrške osudio slobodno zidarstvo i strogo zabranio katolicima sudjelovanje u masonskim ložama.
Još 1851. godine Pio IX. objavio je kratku apostolsku pobudnicu pod istim naslovom, dok je 1870. godine izdao i bulu koja također nosi naziv Multiplices inter.

## Sadržaj
Na samom početku svog govora, papa Pio IX. izravno se osvrće na slobodno zidarstvo, nazivajući ga jednom od mnogih urota i prijevara kojima su "neprijatelji kršćanskog imena" pokušali napasti Katoličku Crkvu, uzaludno nastojeći uništiti i razoriti Božje djelo. Slobodno zidarstvo opisuje kao izopačeno društvo ljudi koje se isprva okupljalo u tajnosti i mraku, a zatim se otvoreno pojavilo na svjetlu dana, na štetu kako religije, tako i ljudskog društva.
Papa nadalje podsjeća da su mnogi njegovi prethodnici već osudili slobodno zidarstvo. Navodi kako su rimski prvosvećenici, čim su prepoznali opasnosti i podmukle namjere te organizacije, smatrali da ne treba oklijevati u njezinu suzbijanju. Koristeći svoju autoritet, udarili su po slobodnom zidarstvu presudom osude, smatrajući je prijetnjom svetim i javnim institucijama. Već Klement XII. zabranio je slobodno zidarstvo papinskom bulom, proglasio je opasnom te pod prijetnjom automatske ekskomunikacije – koju je mogao oprostiti jedino rimski papa – zabranio katolicima ne samo da joj pristupe, već i da je na bilo koji način podržavaju ili promiču. Njegov nasljednik Benedikt XIV. potvrdio je ovu osudu i dodatno potaknuo katoličke vladare da svim sredstvima pridonesu iskorjenjivanju te, kako ju je nazvao, "pogibeljne sekte". 
Papa Pio VII. i Lav XII. proširili su ovu osudu i na Karbonare te druga tajna društva koja su djelovala protiv Crkve. Pio VII. anatemizirao je Karbonare, koja se u to vrijeme naglo širila, osobito u Italiji. Lav XII., vođen jednakom brigom za spas duša, svojim je apostolskim pismima osudio i zabranio ne samo slobodno zidarstvo i Karbonare, već i sve druge tajne organizacije, bez obzira na njihovo ime, ukoliko su kuvale urote protiv Crkve i zakonitih vlasti.
Papa Pio IX. ističe kako je tajnovitost slobodnog zidarstva i njezina stroga zavjetna disciplina jasan znak bezbožnosti i pokvarenosti, citirajući Sveto pismo koje kaže da "onaj tko čini zlo mrzi svjetlost". On zatim povlači jasnu razliku između tajnih društava i pobožnih bratovština unutar Katoličke Crkve, naglašavajući da u Crkvi ništa nije skriveno – sve njezine zakone, djelovanja i karitativna djela svi mogu vidjeti. No, unatoč tome, u nekim dijelovima svijeta katoličke udruge koje pomažu siromašnima i promiču pobožnost nailaze na progon i zabrane, dok se istovremeno slobodno zidarstvo, "zakleti neprijatelj Crkve i prijetnja državama", ne samo tolerira, nego čak i podržava.
Nakon svega, papa izričito potvrđuje osudu slobodnog zidarstva koju su donijeli njegovi prethodnici. Naglašava da ne samo da prihvaća sve njihove konstitucije, već ih svojim apostolskim autoritetom potvrđuje i obnavlja, osuđujući ne samo slobodno zidarstvo, već i sva druga tajna društva koja, pod različitim imenima, svakodnevno niču i rade protiv Crkve i zakonitih vlasti, bilo u javnosti ili tajno. Sve vjernike, bez obzira na njihov društveni status ili mjesto boravka, poziva da ta društva smatraju osuđenima i zabranjenima, pod istim kaznama koje su već navedene u konstitucijama njegovih prethodnika.
Zaključuje upozorenjem vjernicima da se drže podalje od takvih organizacija. One koji su se možda već priključili slobodnom zidarstvu poziva da se pokaju i napuste te zlokobne skupine, kako ne bi završili u "ponoru vječne propasti". Također, upozorava sve katolike da ne nasjedaju na obmanjujuće riječi pripadnika tajnih društava, koji se, pod krinkom poštenja, s mržnjom bore protiv kršćanske vjere i zakonitih vlasti.
Na kraju, papa uspoređuje te urotnike s "vukovima u ovčjem ruhu", podsjećajući vjernike da ih Crkva mora izbjegavati, baš kao što sveti apostol Ivan naređuje da se s takvima "ne treba ni pozdraviti". Govor završava molitvom za zagovor Djevice Marije, kako bi Bog zaštitio Crkvu od njezinih neprijatelja.